# Campeonato Brasiliense 2002
In 2002 werd het 44ste Campeonato Brasiliense gespeeld voor clubs uit het Federaal District, waartoe de hoofdstad Brasilia behoort. De competitie, ook wel Candangão genaamd, werd georganiseerd door de FBF en werd gespeeld van 17 februari tot 3 juli. CFZ de Brasília werd de kampioen.

## Eerste fase
| Plaats | Club            | Wed. | W  | G | V  | Saldo | Ptn. |
| ------ | --------------- | ---- | -- | - | -- | ----- | ---- |
| 1.     | CFZ de Brasília | 16   | 12 | 4 | 0  | 38:8  | 38   |
| 2.     | Ceilândia       | 16   | 8  | 5 | 3  | 30:16 | 29   |
| 3.     | Bandeirante     | 16   | 6  | 5 | 5  | 24:24 | 23   |
| 4.     | Brazlândia      | 16   | 6  | 5 | 5  | 16:17 | 23   |
| 5.     | ARUC            | 16   | 6  | 3 | 7  | 19:28 | 21   |
| 6.     | Guará           | 16   | 4  | 6 | 6  | 17:26 | 18   |
| 7.     | Sobradinho      | 16   | 3  | 6 | 7  | 17:20 | 15   |
| 8.     | Luziânia        | 16   | 3  | 5 | 8  | 17:23 | 14   |
| 9.     | Brasília        | 16   | 3  | 3 | 10 | 12:28 | 12   |

|  | Gekwalificeerd voor tweede fase |

## Tweede fase
| Plaats | Club            | Wed. | W | G | V | Saldo | Ptn. |
| ------ | --------------- | ---- | - | - | - | ----- | ---- |
| 1.     | CFZ de Brasília | 10   | 7 | 3 | 0 | 20:6  | 24   |
| 2.     | Gama            | 10   | 5 | 4 | 1 | 17:11 | 19   |
| 3.     | Brasiliense     | 10   | 4 | 2 | 4 | 16:12 | 14   |
| 4.     | Bandeirante     | 10   | 2 | 3 | 5 | 13:18 | 9    |
| 5.     | Ceilândia       | 10   | 1 | 5 | 4 | 13:20 | 8    |
| 6.     | Brazlândia      | 10   | 1 | 3 | 6 | 10:22 | 6    |

|  | Kampioen |

### Kampioen
| Campeonato Brasiliense de 2002 |
| Federaal District              |
| ------------------------------ |
| CFZ Kampioen (1° titel)        |